# Tauschwestern

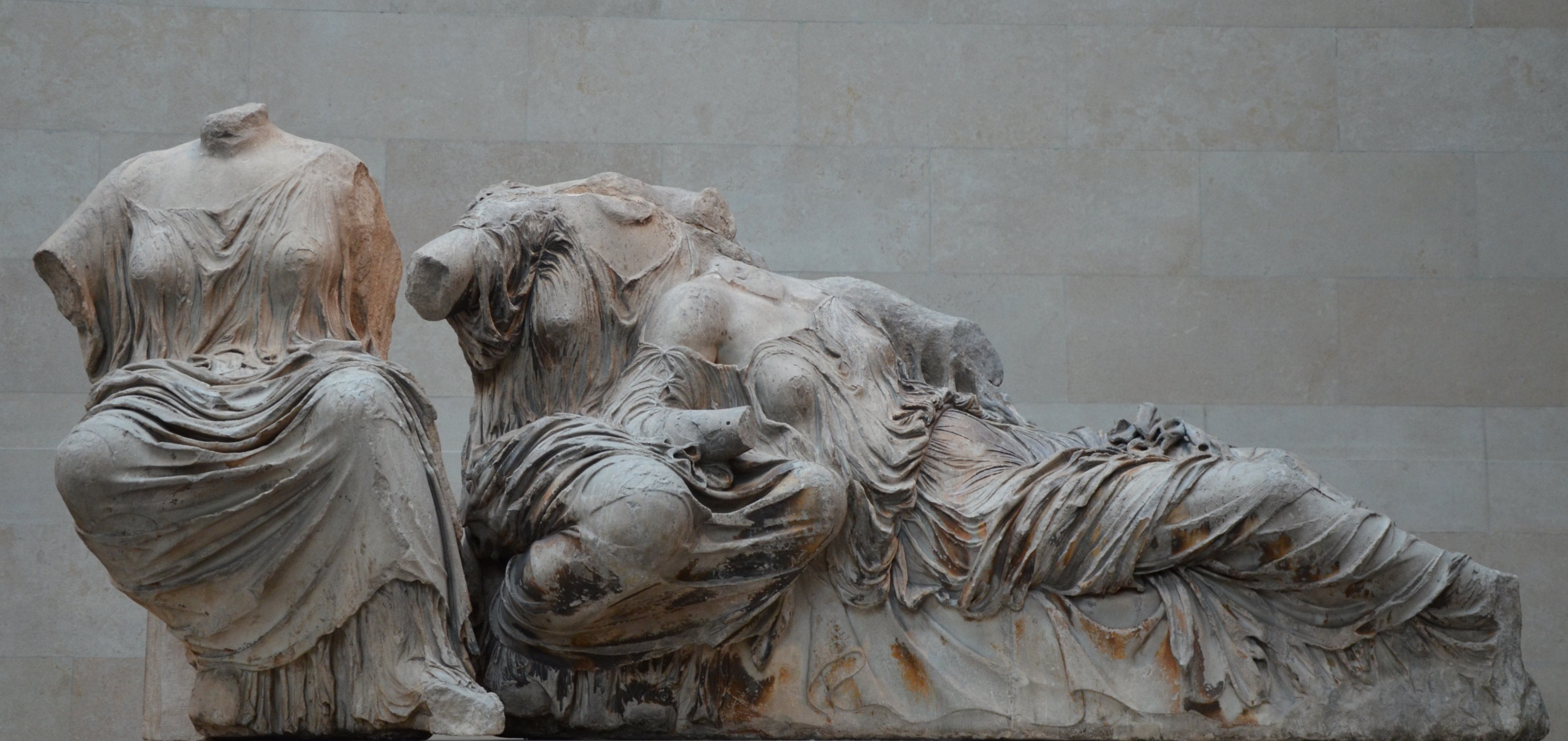
„Tauschwestern“

Die Tauschwestern sind eine Skulpturengruppe aus dem Ostgiebel des Parthenon.
Die Gruppe hat eine Höhe von etwa 1,30 Metern und war im nördlichen Teil des östlichen Tympanons untergebracht. Die Marmorfiguren sind Teil der Elgin Marbles und werden heute im Londoner British Museum ausgestellt. Sie wurde 447–432 v. Chr. unter der Anweisung von Iktinos und Kallikrates erstellt.
Die „Tauschwestern“ werden auch als Moiren oder als Aglauriden bezeichnet.